# Vincy-Reuil-et-Magny
Vincy-Reuil-et-Magny è un comune francese di 122 abitanti situato nel dipartimento dell'Aisne della regione dell'Alta Francia.

## Società

### Evoluzione demografica
Abitanti censiti